# نادین گارنر
نادین گارنر (به انگلیسی: Nadine Garner) (زاده ۱۴ دسامبر ۱۹۷۰) بازیگر استرالیایی است.
از کارهای معروف او می‌توان به بازی در فیلم‌های پوست فلزی و مکاشفه یوحنا و همچنین مجموعه تلویزیونی دایره جنایی اشاره کرد.